# Adolfo Valencia
Adolfo José Valencia Mosquera (født 6. februar 1968 i Buenaventura, Colombia) er en tidligere colombiansk fodboldspiller (angriber).
Valencias karriere bragte ham til en række store klubber i både hjem- og udlandet. Han spillede i en årrække for Bogotá-klubben Independiente Santa Fe, og havde desuden ophold hos América de Cali og Independiente Medellín samt de europæiske storklubber Bayern München og Atlético Madrid. I sin tid hos Bayern var han med til at vinde Bundesligaen anno 1994, mens han hos sit ophold hos América de Cali blev colombiansk mester i 1997.
Valencia spillede desuden, mellem 1992 og 1998, 37 kampe og scorede 14 mål for det colombianske landshold. Han repræsenterede sit land ved både VM i 1994 i USA og VM i 1998 i Frankrig. Han spillede ved begge turneringer alle sit holds tre kampe. Han var også med til at vinde bronze ved Copa América i 1993.

## Titler
Categoria Primera A
- 1997 med América de Cali

Bundesligaen
- 1994 med Bayern München